# Cousinia simulatrix
Cousinia simulatrix là một loài thực vật có hoa trong họ Cúc. Loài này được C.Winkl. mô tả khoa học đầu tiên.